# Cazimir al III-lea al Poloniei
Cazimir cel Mare (poloneză Kazimierz III Wielki, latină Casimirus III Magnus; n. 30 aprilie 1310, Kowal, Voievodatul Cuiavia și Pomerania, Polonia – d. 5 noiembrie 1370, Cracovia, Regatul Poloniei⁠(d)) a fost rege al Poloniei între anii 1333 și 1370. A fost cel mai tânăr fiu al regelui Vladislav I cel Scurt din căsătoria cu Hedviga de Kalisz, fiica lui Boleslav, ducele Poloniei Mari (Władcy Wielkopolski). Cazimir provine din dinastia Piast și a fost din 1333 sub numele de Cazimir I, regele Regatului Polonia (Królestwo Polskie) și ca duce al Poloniei (dux Regni Poloniae), Cazimir al III-lea. După fărâmițarea politică a Poloniei în secolele XII-XIII a început procesul de unificare a țării, care s-a terminat în linii mari în timpul domniei lui Cazimir al III-lea. 

## Viața

### Marele Rege
Cazimir este singurul rege polonez care a primit și a păstrat titlul de cel Mare în istoria poloneză. Când a venit la tron, vecinii săi nu i-au recunoscut titlul său, numind-l Rege al Cracoviei. Economia era distrusă iar regatul fusese depopulat și epuizat după război. La moartea sa, Cazimir a lăsat regatul său dublat în dimensiune (prin adăugarea terenurilor din zilele noastre, Ucraina, pe care l-a numit Ducatul Halicz), mai prosper, mai bogat și cu noi perspective pentru viitor. Deși era descris ca un rege pașnic, el a purtat mai multe războaie victorioase.
Cazimir cel Mare a construit multe clădiri în timpul domniei sale (Castelul Wawel, Orle Gniazda), a reformat armata poloneză și civilii polonezi. La Sejm în Wiślica, la 11 martie 1347, el a introdus reforme legislative în sistemul judiciar din regatul său. A aprobat un cod de legi pentru Polonia Mare și Mică, a fondat în 1364 Universitatea din Cracovia (cea mai veche universitate din Polonia). A organizat o întâlnire cu regii în Cracovia (1364) în care a expus bogăția regatului polonez. 
Spre deosebire de tatăl său, noul rege a avut o înclinație pentru greutățile vieții militarilor. Încă de la început, Cazimir a acționat cu prudență, câștigând în 1335 cererile lui Ioan la tronul polonez. În 1343, Cazimir a stabilit mai multe dispute la nivel înalt cu Ordinul Teutonic asupra unui compromis teritorial, ducând la Tratatul de la Kalisz, un tratat de pace care a încheiat Războiul Polonezo-Teutonic din 1326–1332. Regiunile Dobrzyń și Ducatul Kuyavia au fost recuperate de Cazimir.
La acea vreme, Polonia a început să se extindă spre est iar printr-o serie de campanii militare între 1340 și 1366, Cazimir a anexat zona Halici-Volodymyr de Rus. Orașul Lviv a atras noi veniți de diferite naționalități, și i s-a acordat drepturi municipale în 1356, începând să fie primul centru plonez în mijlocul unei populații ortodoxe. Susținut de Ungaria, relege polonez a promis tronul polonez casei maghiare, în cazul în care acesta va muri fără moștenitori de sex masculin.
Cazimir, care în 1339 a renunțat oficial la drepturile sale asupra mai multor principate, a încercat fără succes să le recupereze, prin efectuarea unor activități militare împotriva Luxemburgului, între 1343 și 1348, apoi a încercat blocarea separării Sineziei de Arhiepiscopia Gniezno a lui Carol al IV-lea.
Aliat cu Danemarca și Pomerania de Vest, Cazimir a fost capabil să impună unele corecturi la frontiera de vest. În 1365, Drezdenko și Santok au devenit feuda Poloniei, în timp ce districtul Walcz a fost luat în 1368, rupând legătura dintre Brandenburg și teutoni și conectând Plonia de Pomerania.

### Concesiunea nobilimii

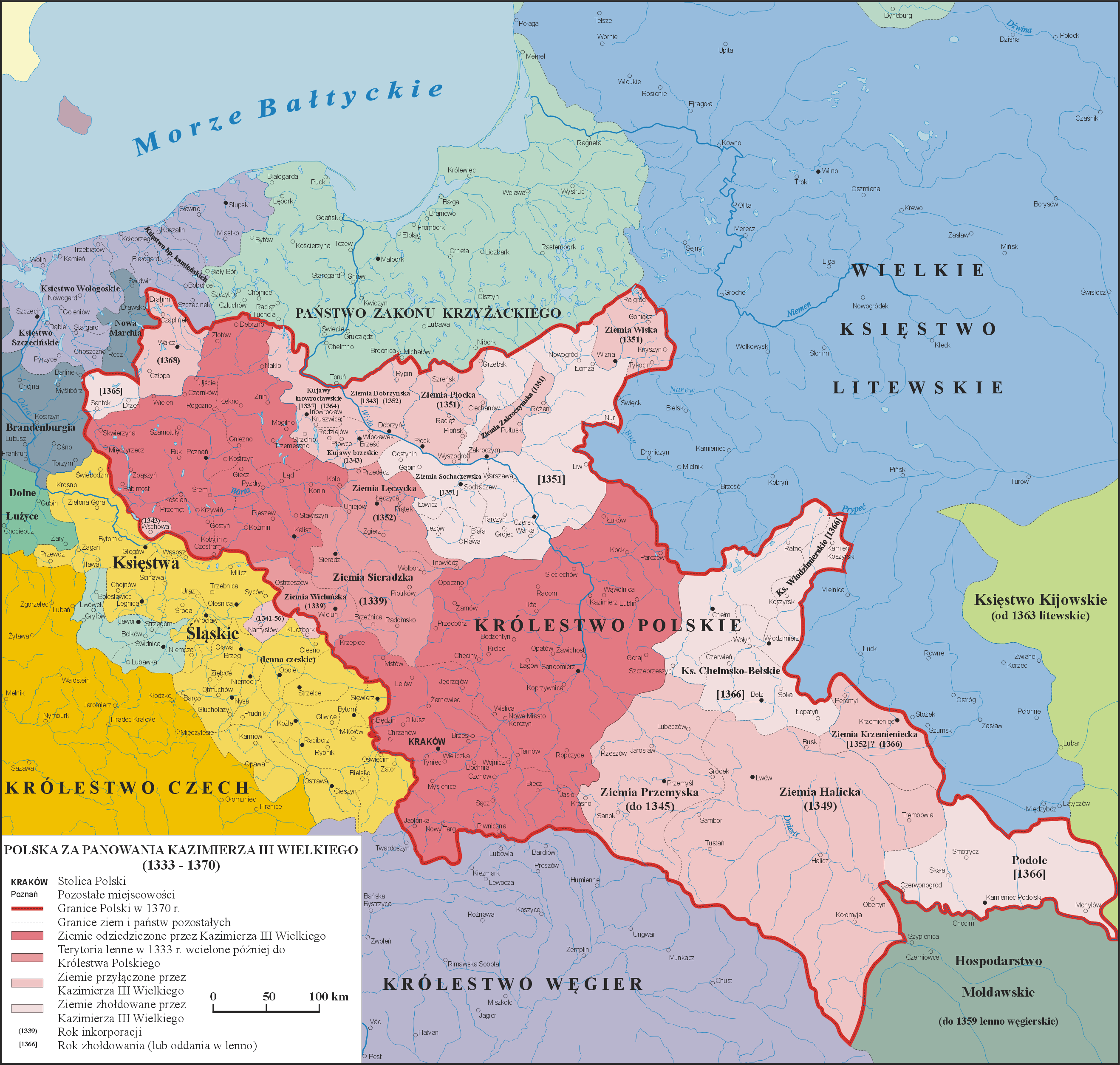
Polonia a sfârșitul vieții lui Cazimir al III-lea (1370). Silezia (cu galben) care a fost pierdută și Regatul care s-a extins în est

În scopul de a înrola sprijinul nobilimii, Cazimir a fost nevoit să acorde privilegii importante, care l-a făcut să domnie cetățenii (burghezii sau mieszczaństwo). 
În 1335, în Tratatul de la Trentschin, Cazimir a renunțat la pretențiile sale din regiunea Silezia. În 1355, în Buda, Cazimir l-a desemnat pe Ludovic I al Ungariei ca succesor al său. În schimb, povara fiscală szlachta a fost redusă, aceștia nefiind obligați să plătească cheltuielile expedițiilor militare în afara Poloniei. Aceste concesii importante au dus în cele din urmă la creșterea democrației unice a nobililor polono-lituanieni.
A doua sa fiică, Elisabeta, ducesa de Pomerania, a născut un fiu în 1351, Cazimir al IV-lea de Pomerania. El a fost desemnat ca moștenitor însă nu a reușit să preia tronul, murind fără copii în 1377, la 7 ani după moartea regelui Cazimir. A fost singurul descendent legitim de sex masculin al regelui care i-a supraviețuit acestuia.
De asemenea, cumnatul său Ludovic al VI-lea de Bavaria, margraf și prinț elector de Brandenburg, a fost un posibil succesor ca rege al Poloniei. Cu toate acestea, el nu a fost considerat eligibil după ce soția sa, Cunigunda, a murit în 1357, fără copii.
Cazimir nu a avut nici un fiu legitim. Aparent, și-a considerat descendenții ca fiind ori necorespunzători ori prea tineri pentru a moșteni tronul. Astfel, în scopul de a oferi o linie clară de succesiune și pentru a evita incertitudinea dinastică, a aranjat ca nepotul său, Ludovic I al Ungariei, să fie succesorul său la tronul Poloniei. Ludovic a fost proclamat rege la moartea lui Cazimir în 1370, și sora lui Cazimir, Elisabeta (mama lui Ludovic) a avut o mare parte din putere până la moartea ei în 1380.

## Căsătorii și descendenți

### Aldona de Lituania
Pe 30 aprilie sau pe 16 octombrie 1325 Cazimir s-a căsătorit cu Aldona de Lituania, fiica lui Geriminas de Lituania. Ei au avut doi copii:
- Elisabeta (1326 – 1361), căsătorită cu Boleslav al V-lea, Duce de Pomerania,
- Cunigunda (1334 – 1357), căsătorită cu Ludovic al VI-lea, fiul împăratului Ludovic al IV-lea.

Aldona a murit pe 26 mai 1339.

### Adelaida de Hessa
Pe 29 septembrie 1341 Cazimir s-a căsătorit cu a doua sa soție, Adelaida de Hessa, fiica lui Henric al II-lea de Hessa si a Elisabetei de Meissen. Cei doi nu au avut copii. Cazimir a început să trăiască separat de soția sa la scurt timp după căsătorie. Căsătoria lor a durat până în 1356.

### Cristina
Cazimir a divorțat de Adelaide și s-a căsătorit cu amanta sa, Cristina. Aceasta era văduva lui Miklusz Rokiczani, un negustor bogat, iar propriile origini sunt necunoscute. După moartea primului soț, Cristina a devenit doamnă de onoare la curtea din Boemia. Cazimir a adus-o la Praga și l-a convins pe starețul mănăstirii Tyniec să-i căsătorească. Căsătoria a avut loc în cadrul unei ceremonii scurte. Regina Adelaide a declarat căsătoria ca fiind bigamă și a revenit la numele de Hessa fără să ceară permisiunea fostului ei soț.
Regele Cazimir a continuat să trăiască cu Cristina, în ciuda plângerilor în numele Reginei Adelaide, a Papei Inocențiu al VI-lea. Căsătoria a durat până în 1363 sau 1364 atunci când Cazimir a declarat din nou divorțul. Cei doi nu au avut copii.

### Hedviga de Żagań
În 1365 Cazimir s-a căsătorit a patra oară cu Hedviga de Żagań, fiica lui Henric al V-lea de Iron, duce de Żagań și a Anei de Mazovia. Cei doi au avut trei fiice:
- Ana, contesă de Celje (1366 – 9 iunie 1422), căsătorită prima dată cu William de Celje (au avut doar o fiică, Ana de Celje) și a doua oară cu Ulrich, duce de Teck (nu au avut copii),

- Cunigunda (1367 – 1370),
- Hedviga (1368 – 1407).

Adelaida fiind încă în viață, iar Cristina probabil de asemenea, căsătoria cu Hedviga a fost considerată bigamă. Ilegitimitatea celor trei fiice a fost disputată. Cazimir a reușit să le declare legitime pe Ana și pe Cunigunda, cu ajutorul Papei Urban al V-lea, pe 5 decembrie 1369. A treia fiică a fost declarată legitimă de papa Grigore al XI-lea pe 11 octombrie 1371.

Cazimir a avut copii nelegitimi cu amanta sa, Cudka, soția unui castelan:
- Niemierz (ultima dată când a fost menționat ca fiind viu a fost în 1386); a moștenit proprietățile din jurul regiunii Stopnica;
- Pelka (1342 – 1365),
- Jan (d. 28 octombrie 1393).